# Wydłużenie ognia
Wydłużenie ognia (ang. add) – przy wsparciu lądowym artylerii lądowej i morskiej korekta wprowadzana przez obserwatora oznaczająca, że konieczne jest zwiększenie zasięgu ostrzału wzdłuż linii obserwacji.